# Shane Douglas
Troy Shane Martin (21 de noviembre de 1964) es un luchador profesional y promotor estadounidense, más conocido por su nombre en el ring "The Franchise" Shane Douglas. En el curso de su carrera, que se ha prolongado durante dos décadas, Douglas ha luchado en la Extreme Championship Wrestling, World Championship Wrestling y brevemente en la World Wrestling Federation. Martin trabajó recientemente para la Total Nonstop Action Wrestling. Es un excampeón del mundo, habiendo sido Campeón Mundial Peso Pesado de la NWA una vez y Campeón Mundial Peso Pesado de la ECW en cuatro ocasiones.

## Carrera

### Primeros años (1982–1989)
Martin fue entrenado por Dominic DeNucci en el suburbio de Pittsburgh de Freedom, Pensilvania, junto a Mick Foley a mediados del año 1980. Él empezó a luchar profesionalmente para ganar dinero desde 1982. Cuando empezó, tenía el personaje de Troy Orndorff, el sobrino ficticio de Paul Orndorff. En 1986, luchó contra Randy Savage en un episodio de WWF Superstars of Wrestling usando su verdadero nombre. También luchó contra "Mr. Wonderful" Paul Orndorff en el episodio estreno de WWF Wrestling Challenge, una vez más con su verdadero nombre. Ese mismo año, comenzó a luchar como face para la Universal Wrestling Federation utilizando el nombre de Shane Douglas, que le fue dado por "Hot Stuff" Eddie Gilbert y Missy Hyatt (el apellido "Douglas" fue inspirado por Michael Douglas, quien en ese momento acababa de aparecer en Wall Street). Douglas derrotó a Gilbert por el Campeonato Mundial Televisivo el 3 de agosto de 1987, pero Douglas pronto perdió el título el 2 de septiembre ante Terry Taylor.

### National Wrestling Alliance / World Championship Wrestling (1989–1990)
Finalmente, firmó con la National Wrestling Alliance / World Championship Wrestling. Mantuvo su nombre de Shane Douglas en el ring y fue parte de un equipo de patinadores conocidos como The Dynamic Dudes con Johnny Ace. Mick Foley opinó que los fanes se dieron cuenta de que ni Ace ni Douglas sabían patinar, lo que les impidió ser populares con el público.Jim Cornette, quien fuera el mánager de The Midnight Express (Bobby Eaton & Stan Lane) en ese entonces, decidió dirigir al dúo para ayudarles a superarse. Cuando Eaton y Lane no lo aprobaron, obligaron a una lucha entre los dos equipos con Cornette permaneciendo neutral afuera del ring. Él terminó traicionando a Douglas y Ace y los equipos tuvieron una rivalidad por un par de meses. La "traición" de Cornette fue para establecer a The Dynamic Dudes como un equipo favorito de los fanes, pero la manionbra falló e hizo a The Midnight Express más popular de lo que ellos ya eran.
The Dynamic Dudes rompieron en 1990 después de que Ace comenzó a competir progresivamente más para All Japan Pro Wrestling, que fue rompiendo sus lazos con promociones norteamericanas. Jim Cornette también afirma que el final de The Dynamic Dudes se vino cuando Douglas le exigió a Jim Herd que modificara el final de una lucha para que se vea más fuerte. Cornette, que formaba parte del comité de escritores, se lavó las manos de trabajar con ellos después. Douglas pronto dejó NWA/WCW y luchó en el circuito independiente americano.

### World Wrestling Federation (1990–1991)
En 1990 Douglas firmó un contrato con la World Wrestling Federation. Su actuación más memorable en la WWF tuvo lugar en el Royal Rumble 1991, donde permaneció durante 26 minutos y 23 segundos. Este fue el séptima mayor tiempo de duración para cualquier luchador en los primeros cuatro años del Royal Rumble. Poco después, dejó la compañía.

### Regreso a la WCW (1992–1993)
Regresó a la WCW en 1992 para hacer equipo con Ricky Steamboat y ganar el Campeonato Mundial en Parejas de la WCW de Dustin Rhodes y Barry Windham el 18 de noviembre. El equipo de Steamboat y Douglas tuvo una larga rivalidad con The Hollywood Blondes ("Stunning" Steve Austin & "Flyin'" Brian Pillman), a menudo usando máscaras y trajes idénticos y haciéndose llamar "Dos Hombres". Eventualmente perdieron los cinturones ante The Hollywood Blondes en la edición del 27 de marzo de WCW Power Hour. Poco después de perder los títulos en parejas, Douglas dejó WCW por Eastern Championship Wrestling.

### Eastern / Extreme Championship Wrestling (1993–1995)
Tras debutar en ECW, inicialmente apoyó a los favoritos del público, pero luego traicionó a Tommy Dreamer durante una lucha en la que Douglas defendía el Campeonato en Parejas de la ECW junto a él en reemplazo de Johnny Gunn contra Kevin Sullivan y The Tazmaniac. Douglas entonces le echó la culpa hipócritamente a Dreamer por la derrota y se proclamó como "la franquicia" de ECW, efectivamente convirtiéndose en un villano malhablado, increíblemente arrogante, una actitud que lo definiría permanentemente y le daría éxito. Otro momento notable en su carrera fue en el evento "The Night the Line Was Crossed", en el que luchó contra Terry Funk y Sabu a un empate de una hora en el primer "three-way dance" de la empresa.
Douglas fue instrumental en el desarrollo de la lucha "extrema" cuando ganó un torneo para convertirse en el Campeón Mundial Peso Pesado de la NWA en 27 de agosto de 1994. En un angle que solo él, Tod Gordon y Paul Heyman sabían, Douglas tiró el cinturón de campeonato de la NWA antes de afirmar que no quería ser el campeón de una promoción "muerta":
En la tradición de Lou Thesz, en la tradición de Jack Brisco de los hermanos Brisco, Dory Funk Jr., de Terry Funk, el hombre que nunca morirá. Como el verdadero Nature Boy Buddy Rogers, arriba esta noche. De los Harley Races, a los Barry Windhams, a los...(Douglas hace una mueca en un poco disimulado gesto de asco) Ric Flairs, acepto este título peso pesado. ... Esperen un segundo. De Kerry Von Erich. Del gordo mismo, Dusty Rhodes. Esta es la noche, papá. Dios, es hermoso. Y Rick Steamboat, y todos ellos pueden besarme el culo! (tira abajo el Campeonato Mundial Peso Pesado de la NWA) Porque no soy el hombre que acepta una antorcha para ser transmitida a mí de una organización que murió hace siete años. La Franquicia, Shane Douglas, es el hombre que enciende la nueva llama del deporte de la lucha libre profesional! [tomando el título de la ECW] Esta noche, ante Dios y mi padre como testigos, me declaro, La Franquicia, como el nuevo Campeón Peso Pesado de la ECW del mundo! Hemos empezado a cambiar el rostro de la lucha libre profesional. Así que esta noche, que comience la nueva era: la era del deporte de la lucha libre profesional, la era de La Franquicia, la era de la ECW!!!
Luego levantó el Campeonato Peso Pesado de la ECW y declaró que era un campeonato mundial, llamándolo el único título mundial verdadero. Según el DVD Forever Hardcore, Douglas solo acordó tirar el cinturón de la NWA después de que el presidente de la NWA Dennis Coraluzzo "enterrara" a Douglas en el programa de radio de Mike Tenay. Poco después, Eastern Championship Wrestling cambió su nombre a Extreme Championship Wrestling. Aprovechando la controversia que lo rodeó tras literalmente "arrojar" el cinturón de la NWA después de su promo, Douglas se animó a expresar sus verdaderos sentimientos en entrevistas por los agentes de la ECW y comenzó llamándose "La Franquicia". Esto ayudó a elevar la prominencia de la ECW en los ojos de los aficionados y periodistas que lucha libre y le permitió convertirse en una alternativa a la WCW y WWF.
Fue durante este tiempo que formó la primera versión de la facción Triple Threat, alineándose con Chris Benoit y Dean Malenko antes de empezar a enfrentarse con The Sandman a comienzos de 1995. La valet de Sandman, Woman, parecía en un principio haberse alíado con Douglas pero luego se volvió contra él para ayudar a Sandman a derrotarlo por el Campeonato Mundial Peso Pesado. Una rivalidad entonces comenzó entre Douglas y Cactus Jack, debido a que cada uno deseaba ser el que destrone a Sandman. Shane eventualmente estalló en una diatriba sobre la anarquía de la ECW y trajo a Bill Alfonso como árbitro para restablecer el orden. Poco después, sin embargo, Douglas dejó la ECW para irse a la WWF.

### Regreso a la WWF (1995)

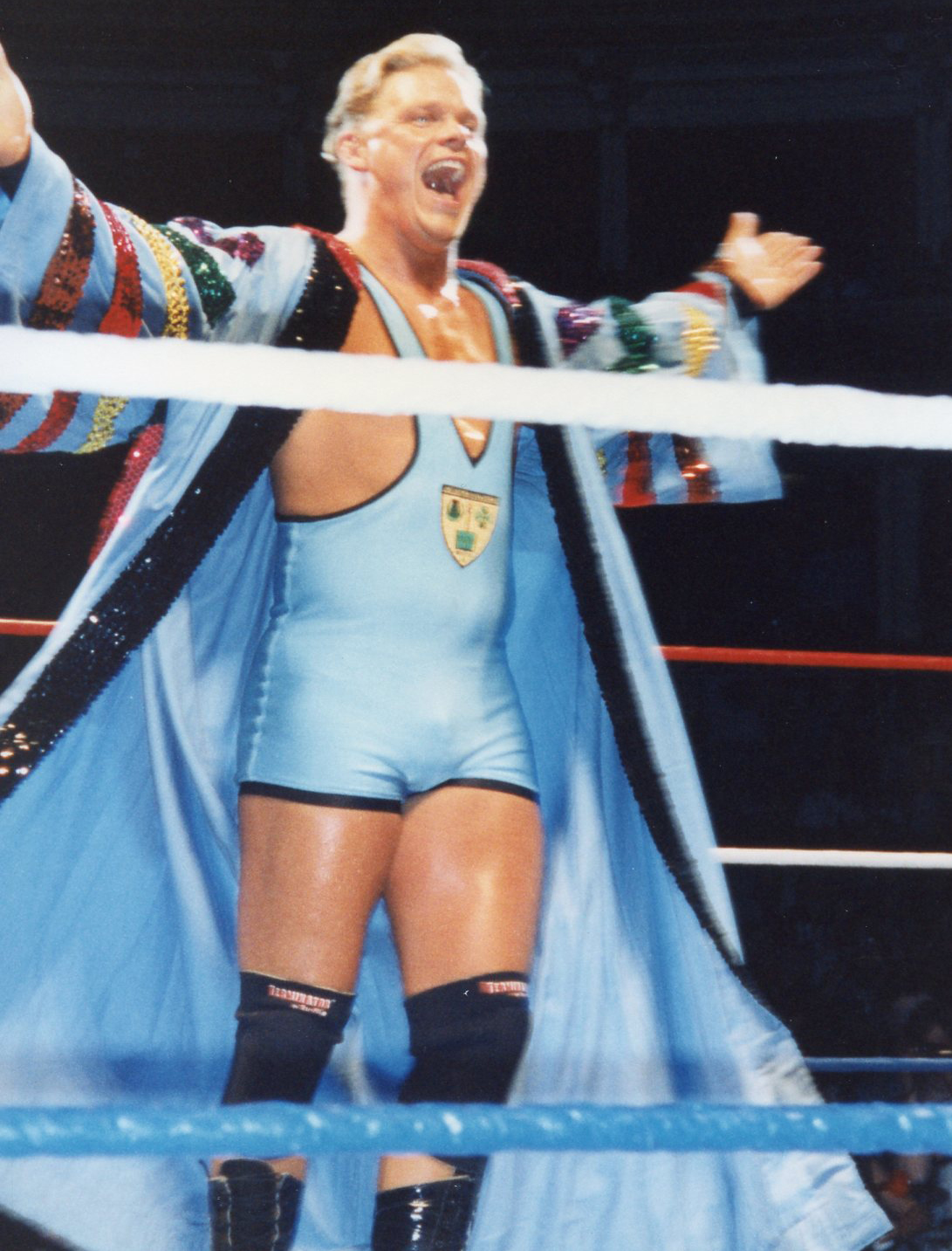
Dean Douglas en octubre de 1995.

En 1995, Douglas volvió a la WWF con un personaje de decano de universidad como Dean Douglas. Para establecerse, filmó varias viñetas con un pizarrón, "enseñando" a los luchadores y a los fanes. Él podía también ser visto "tomando notas" de sus oponentes afuera del ring durante algunos combates y llevaba con frecuencia una paleta (apodada la "Tabla de la Educación") con él al ring. Tras su debut en WWF, se convirtió en el primer ex Campeón Mundial Peso Pesado de la ECW en pertenecer a la lista de luchadores activos de la WWF.
Él estaba programado para luchar contra Shawn Michaels por el Campeonato Intercontinental en In Your House 4 el 22 de octubre de 1995, pero Michaels perdió el título por abandono debido a que no pudo luchar debido a las heridas producidas después de ser atacado y golpeado por un grupo de marines en Siracusa, Nueva York. Sin embargo, Douglas inmediatamente tuvo que defender el título contra Razor Ramon. Ramon derrotó a Douglas, poniendo fin a su reinado en solo once minutos.
Su última aparición en televisión fue en In Your House 5 el 17 de diciembre de 1995, cuando estaba reservado a luchar contra Ahmed Johnson. Según su argumento, su espalda no estaba en condiciones para luchar, así que introdujo a Buddy Landel como su sustituto, quien posteriormente fue derrotado por Johnson en solo 42 segundos.

### Regreso a la ECW (1996–1999)
En enero de 1996 en el evento "House Party" Douglas volvió a ECW y pronto se dirigió hacia el entonces Campeón Mundial Peso Pesado Raven. Durante este tiempo, él también tuvo una rivalidad memorable con Cactus Jack. Cactus se preparaba para irse a la WWF y estaba dando promos alentando a Tommy Dreamer a que vaya con él, ridiculizando el estilo hardcore de ECW y promocionando lucha libre "limpia". Durante varias luchas, se negó a luchar estilo hardcore, hasta que Douglas finalmente lo venció para terminar con la rivalidad, en la que fue una de las últimas luchas de Cactus Jack en la ECW. Tras fracasar varias veces en sus oportunidades por el campeonato mundial, empezó una rivalidad con 2 Cold Scorpio, basado en falta de respeto de Douglas hacia el Campeonato Mundial Televisivo de la ECW. Douglas pronto ganó el título televisivo en "A Matter of Respect", pero lo perdió menos de un mes más tarde ante Pitbull #2 en "Fight The Power".
Douglas eventualmente ganó el título televisivo por segunda vez después de vencer a Chris Jericho en un four way dance que también incluyó a los excampeones 2 Cold Scorpio y Pitbull #2 cuando la mánager de los Pitbulls, Francine los traicionó y ayudó a Douglas.
Douglas, con Francine, continuó su rivalidad con Pitbull #2 por el resto de 1996 y a fin de año, reformó Triple Threat con nuevos miembros Chris Candido y "Primetime" Brian Lee antes de añadir más tarde a Bam Bam Bigelow cuando Lee dejó la ECW. Douglas pasaría a ostentar el título televisivo durante un año antes de perderlo ante Taz en Wrestlepalooza. Luego giró su mirada hacia el campeón Mundial Peso Pesado Terry Funk y en Hardcore Heaven, en una revancha de "The Night the Line Was Crossed", Douglas derrotó a Sabu (quien había vencido a Funk una semana antes por el título en una lucha de alambre de púas) y a Terry Funk en un three way dance para ganar el Campeonato Mundial Peso Pesado por segunda vez. En octubre, él brevemente lo perdió ante Bam Bam Bigelow, pero lo recuperó 45 días más tarde en November to Remember, celebrada en su ciudad natal de Pittsburgh. En esa lucha sufrió un brazo roto después de que Bam Bam lo golpea con una muleta en el brazo mientras estaba en la lona. Con la excepción de ese mes y medio, él reinaría como campeón hasta enero de 1999, perdiendo finalmente el título ante Taz en Guilty as Charged, con quien había tenido una rivalidad durante 1998. Él eventualmente se convirtió en face y se alió con su antiguo némesis Tommy Dreamer contra The Impact Players (Justin Credible & Lance Storm), derrotándolos en Living Dangereously antes de partir a la WCW debido a diferencias con Paul Heyman.

### Regreso a la WCW (1999–2001)
A su regreso a la WCW, él prometió que "cortaría el cáncer fuera de la WCW", el "cáncer" siendo Ric Flair (con quien tenía una enemistad genuina). Él se reunió con los exmiembros de Triple Threat Chris Benoit y Dean Malenko, junto con el exluchador de la ECW Perry Saturn, para formar The Revolution. Asya fue añadida más tarde al grupo. En su autobiografía To Be The Man, Flair afirmó que Douglas se le acercó detrás del escenario en un evento de WCW y explicó que la rivalidad era una obra. Flair tomó excepción de Douglas y no le dio mucha importancia al episodio, aunque Douglas dijo en entrevistas que nunca le dijo a Flair que la rivalidad haya sido inventada y que él hablaba en serio sobre todo lo que dijo.
Douglas tuvo una rivalidad con Flair, quien era su blanco favorito durante sus entrevistas en ECW, donde Douglas había afirmado que "Dick Flair", como se refería a él, nunca le permitía progresar en su carrera. Sin embargo, el grupo fue raramente destacado y nunca desafiaron a los luchadores dominantes de la WCW. Esto condujo a que ellos nunca sobresalieran como idea, aunque tanto Benoit y Malenko sobresalían individualmente. Él formó parte del grupo The New Blood dirigido por Vince Russo y Eric Bischoff, que tuvieron una rivalidad con los establecidos The Millionaire's Club, grupo que incluía a Flair. Él ganó el Campeonato Mundial en Parejas una vez más el 16 de abril de 2000, esta vez con Buff Bagwell, durante un torneo en Spring Stampede. Lo perdieron ante KroniK (Brian Adams & Bryan Clark) el 15 de mayo de 2000, durante un episodio de Nitro.
El 14 de enero de 2001, Shane Douglas ganó el Campeonato de los Estados Unidos de General Rection en Sin, y también ganó a Torrie Wilson como su valet. Douglas perdió el título unas tres semanas después ante Rick Steiner en el episodio del 5 de febrero de 2001 de Nitro.

### Total Nonstop Action Wrestling (2003–2007, 2009)

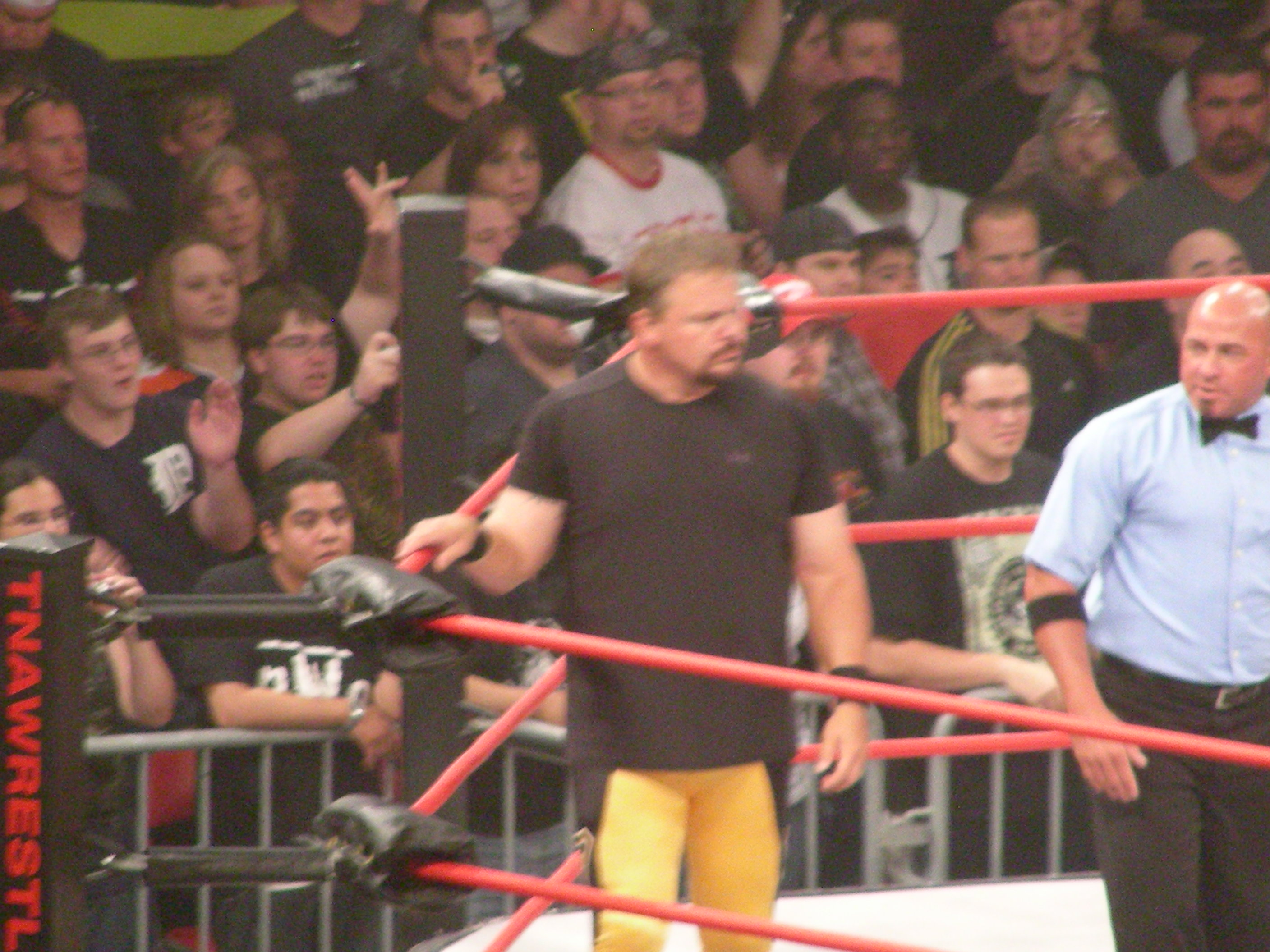
Douglas antes de su lucha en Slammiversary.

Tras el cierre de WCW en marzo de 2001, Douglas luchó en el circuito independiente desde julio de 2002 hasta marzo de 2003, y en junio de ese año firmó con Total Nonstop Action Wrestling e inmediatamente reavivó su feudo con Raven. Los dos terminaron uniéndose a stables separados (Douglas a The Disciples of the New Church, Raven a The Gathering) y se enfrentaron durante todo el verano de 2003.
Cuando la rivalidad se desvaneció, Douglas se separó de The New Church y comenzó una búsqueda, junto a su nueva valet Tracy, para encontrar a "The New Franchise". Se decidió por el recién llegado Michael Shane y lo tomó bajo su tutela a lo largo del final de 2003 y principios de 2004. Cuando la agrupación entre Shane y Douglas terminó, Douglas pasó a semi-retiro. Se convirtió en un comentarista y entrevistador para el programa de televisión semanal de TNA, Impact! y sus PPV mensuales. Además de este papel en pantalla, trabajó tras bastidores como agente y organizó algunas reservas independientes.
Douglas volvió a la televisión en el episodio del 18 de mayo de 2006 de Impact!, cuando apareció en la rampa de entrada mientras Andy Douglas (sin relación de parentesco) salvava a su compañero de equipo Chase Stevens después de una brutal golpiza a manos de Samoa Joe. Unas semanas más tarde, el 15 de junio, Shane los confrontó por su reciente mala racha y su talento desperdiciado, refiriéndose al exmánager de Andy y Chase y amigo cercano y excompañero en Triple Threat de Douglas Chris Candido en el proceso. Se ofreció a ser su mánager, lo cual ellos aceptaron. Durante la promo en la cual les ofreció sus servicios, habló sus verdaderos sentimientos sobre la reactivación por parte de World Wrestling Entertainment de Extreme Championship Wrestling, reprendiendo a Vince McMahon por "explotar la memoria" de la empresa que ayudó a construir casi 15 años antes. Después de convertirse en su mentor, viñetas mostraron a Douglas entrenando a The Naturals, aunque él nunca estuvo parado al lado del ring durante sus luchas como la mayoría de los otros mánagers. Una vez que ellos estaban listos para la competencia, Douglas los anunciado como "The Newly Franchised Naturals".

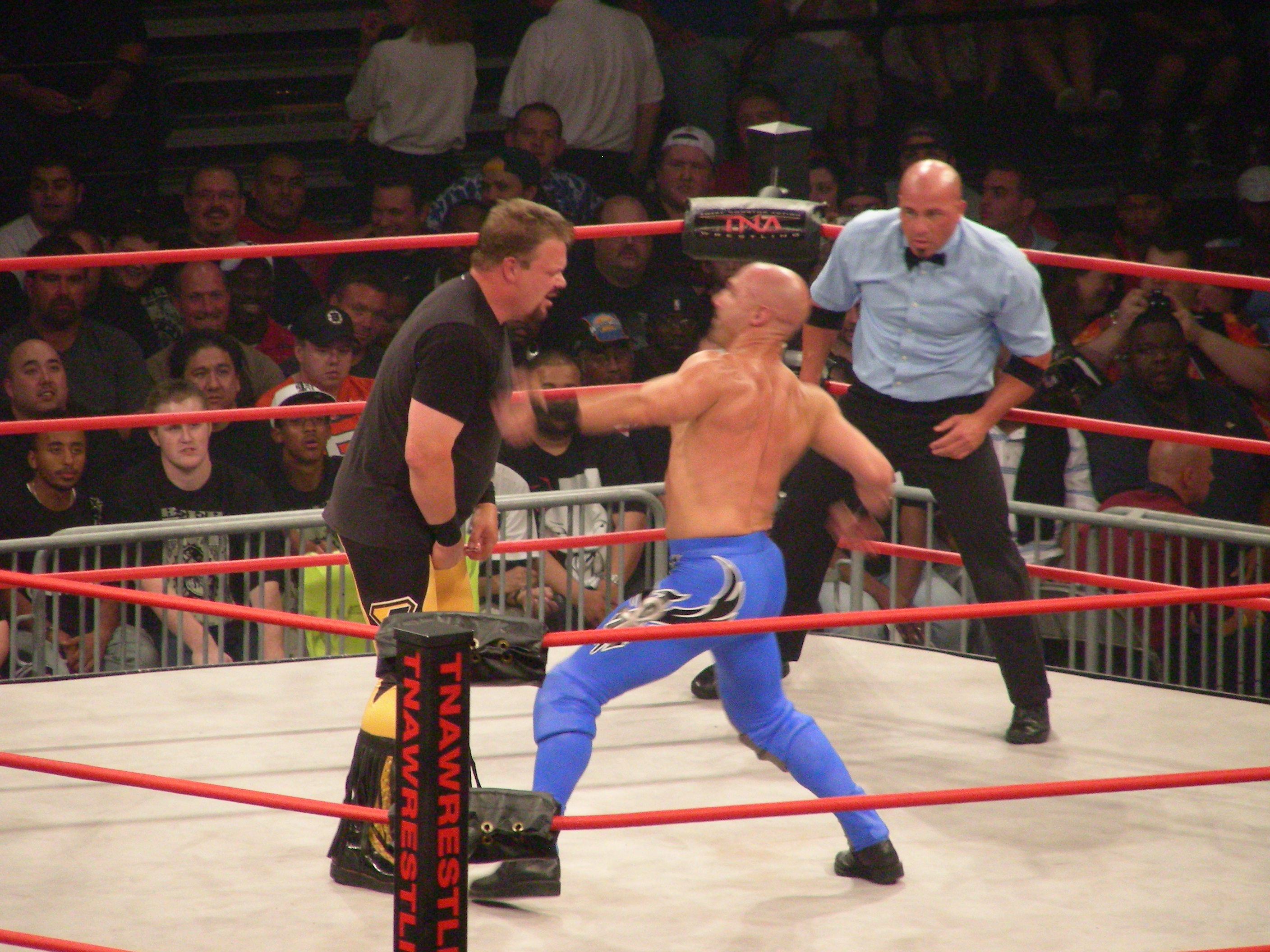
Douglas luchando contra Christopher Daniels en Slammiversary por un nuevo contrato con TNA.

En el episodio del 21 de diciembre de Impact! después de que The Naturals perdieron ante Team 3D en una lucha de mesas, Douglas se hartó y les volvió la espalda a ellos, diciendo "este experimento terminó!" Sin embargo, el 8 de febrero de 2007, él, junto con Andy Douglas, acudió en ayuda de Chase Stevens después de que fue atacado por Abyss, que atacó a The Naturals y a su mánager esa noche. A pesar del "experimento fallido", antes de la salida de The Naturals de TNA, Chase Stevens luchó y fue derrotado en una lucha mientras utilizaba el atuendo negro y oro característico de Douglas. Douglas salió después de la lucha para enfrentarse acaloradamente con Stevens por llevar sus colores, dando lugar a un enfrentamiento en el ring entre los dos. Después del angle, Douglas permaneció sin ser visto en la programación de TNA. El 10 de octubre de 2007, se confirmó que Douglas había sido liberado de su contrato con la TNA.
En el episodio del 28 de mayo de 2009 de Impact!, Douglas volvió a la TNA y atacó a Christopher Daniels después de su combate con A.J. Styles. La semana siguiente en Impact!, Douglas atacó otra vez a Daniels durante su lucha antes de afirmar posteriormente que quería una segunda oportunidad en TNA al igual que Daniels, después de que el último fuera despedido (Kayfabe) de la TNA. La siguiente semana en Impact!, se le concedió una segunda oportunidad y se dio una lucha contra A.J. Styles que perdió, solo para atacar a Styles después de la lucha. Daniels salió para defender a Styles, solo para que Douglas lo golpeara con una toalla que contenía un par de esposas. En Slammiversary, Douglas perdió ante Daniels en una lucha de "segunda oportunidad", por lo que Daniels retuvo su lugar en TNA. Tras la lucha, Douglas abandonó TNA una vez más, aunque fue invitado por TNA a participar en su reunión de ECW Hardcore Justice, pero lo rechazó.

### Retorno al circuito independiente y Extreme Rising (2009–presente)

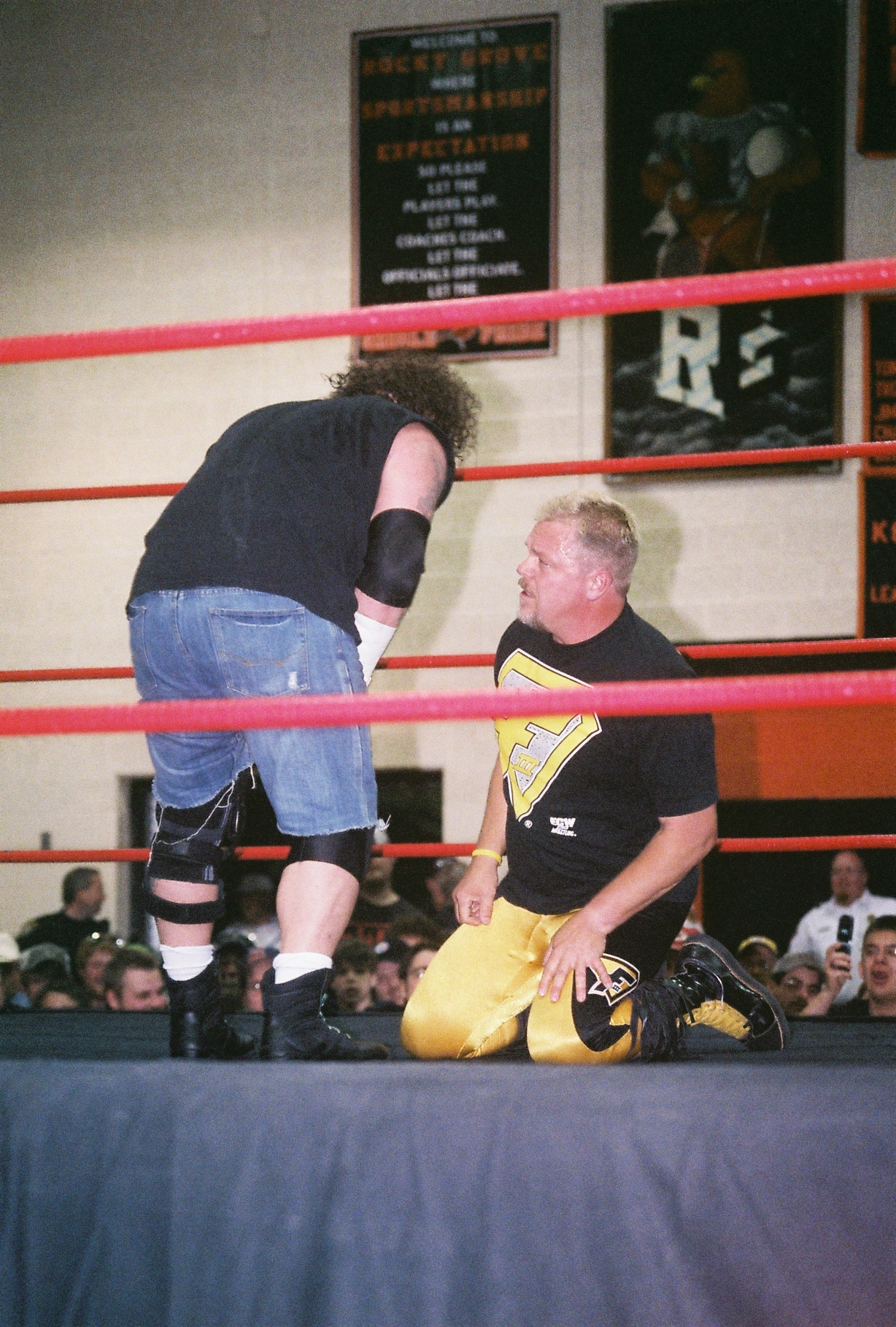
Douglas luchando con Raven en 2010.

El 13 de marzo de 2009, Douglas regresó a la National Wrestling Alliance por primera vez en casi quince años, participando en una lucha en la que derrotó al también exluchador de la ECW Little Guido.
En 2012, Douglas anunció que iba a tomar parte en Extreme Reunion, un evento que constaba de los ECW Originals. Fue una serie de tres eventos, el primero de las cuales fue Extreme Reunion, el cual tuvo lugar el 28 de abril. El evento se realizó en la National Guard Armory de Filadelfia. El evento, plagado de ausencias, dificultades técnicas y problemas con luchadores, fue mal recibido por la multitud y objeto de muchas críticas.
El segundo evento, Extreme Rising, se celebró el 29 de junio en Nueva York y el 30 de junio en Filadelfia. Debido a los problemas del primer evento, la venta de entradas fue menor. Los eventos, sin embargo, fueron muy bien recibidos con el regreso de luchadores como Perry Saturn y Matt Hardy. Otro evento tuvo lugar el 17 de noviembre en Pittsburgh, donde la promoción hizo su debut, y las primeras luchas semifinales para determinar al primer campeón mundial de la promoción se llevó a cabo.

## Campeonatos y logros
- Adrenaline Championship Wrestling

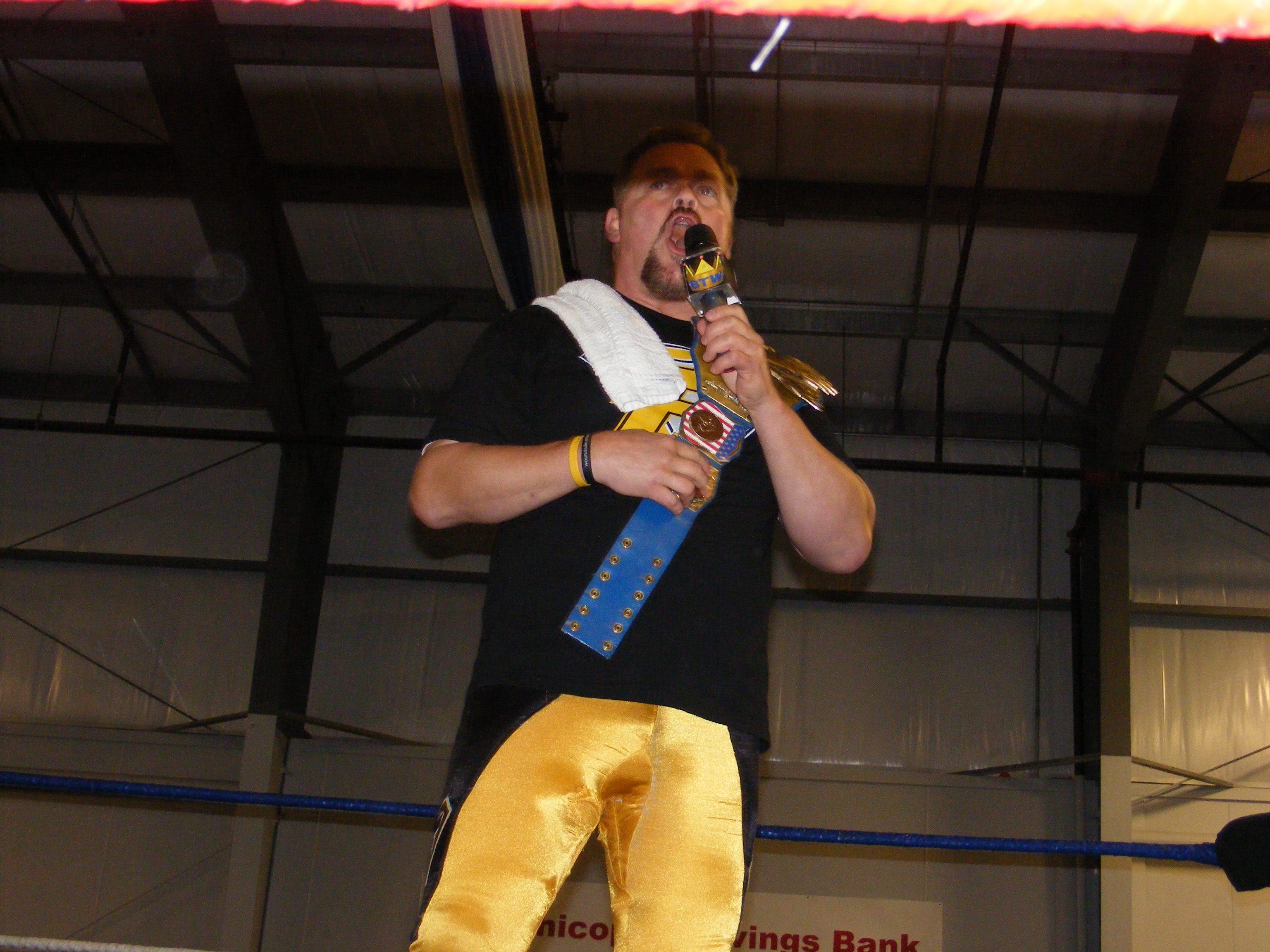
Douglas como Campeón Peso Pesado de la BTW.

  - ACW Heavyweight Championship (1 vez)

- Big Time Wrestling (Massachusetts)
  - BTW Heavyweight Championship (1 vez, actual)[17]

- Border City Wrestling
  - BCW Can-Am Heavyweight Championship (1 vez)[18]

- Eastern Championship Wrestling / Extreme Championship Wrestling
  - ECW World Heavyweight Championship (4 veces)[10]
  - ECW World Television Championship (2 veces)[19]
  - NWA World Heavyweight Championship (1 vez)[20]

- Major League Wrestling
  - MLW World Heavyweight Championship (1 vez)[21]

- Pro Wrestling Uncensored
  - PWU Heavyweight Championship (1 vez)[22]

- Pro Wrestling Xpress
  - PWX Heavyweight Championship (1 vez)[22]

- Southeastern Championship Wrestling
  - NWA Southeastern Continental Tag Team Championship (1 vez) – con Lord Humongous[23]

- Superstar Wrestling Federation
  - SWF Heavyweight Championship (1 vez)[24]

- USA Pro Wrestling
  - USA Pro Wrestling Heavyweight Championship (1 vez)[22][25]

- Universal Championship Wrestling
  - UCW Universal Heavyweight Championship (1 vez)

- Universal Wrestling Federation
  - UWF World Television Championship (1 vez)[26]

- World Championship Wrestling
  - WCW United States Heavyweight Championship (1 vez)[27]
  - WCW World Tag Team Championship (2 veces) – con Ricky Steamboat (1) y Buff Bagwell (1)[28]

- World Wrestling Federation
  - WWF Intercontinental Championship (1 vez)[29]

- Xtreme Pro Wrestling
  - XPW World Heavyweight Championship (1 vez)[30]